# François Simon (homme politique)
Pour les articles homonymes, voir François Simon et Simon.
François Simon, né le 10 septembre 1887 à Steinfort (Luxembourg) et mort le 9 octobre 1965 à Luxembourg (Luxembourg), est un ingénieur et homme politique luxembourgeois, membre du Parti populaire chrétien-social (CSV)
Chef-directeur de l’Administration des ponts et chaussées en 1933, il devient président de la Protection civile en septembre 1960.
Du 2 septembre 1950 au 3 juillet 1951, François Simon est ministre des Affaires économiques et de l’Agriculture (Commerce, Industrie et Métiers, Ravitaillement alimentaire et industriel, Tourisme) au sein du gouvernement dirigé par Pierre Dupong en remplacement de Aloyse Hentgen, démissionnaire pour des raisons de santé,.

## Décorations
- Commandeur avec couronne de l'ordre d'Adolphe de Nassau[3] (promotion 1951)
- Commandeur de l'ordre de la Couronne de chêne[4] (promotion 1950)
- Officier de la Légion d'honneur[5] (promotion 1949)